# Beceite
Beceite (aragónul Beceit) település Spanyolországban, Teruel tartományban. Beceite Alfara de Carles, Arnes, Terra Alta, La Sénia, Tortosa, Cretas és Valderrobres községekkel határos. Lakosainak száma 562 fő (2024).

## Népesség
A település lakosságának változását az alábbi diagram mutatja:
| Lakosok száma | 630  | 603  | 598  | 621  | 607  | 583  | 551  | 541  | 550  | 562  |
|               | 2001 | 2004 | 2007 | 2009 | 2012 | 2014 | 2017 | 2019 | 2022 | 2024 |